# Maria Loreto (Straßburg)

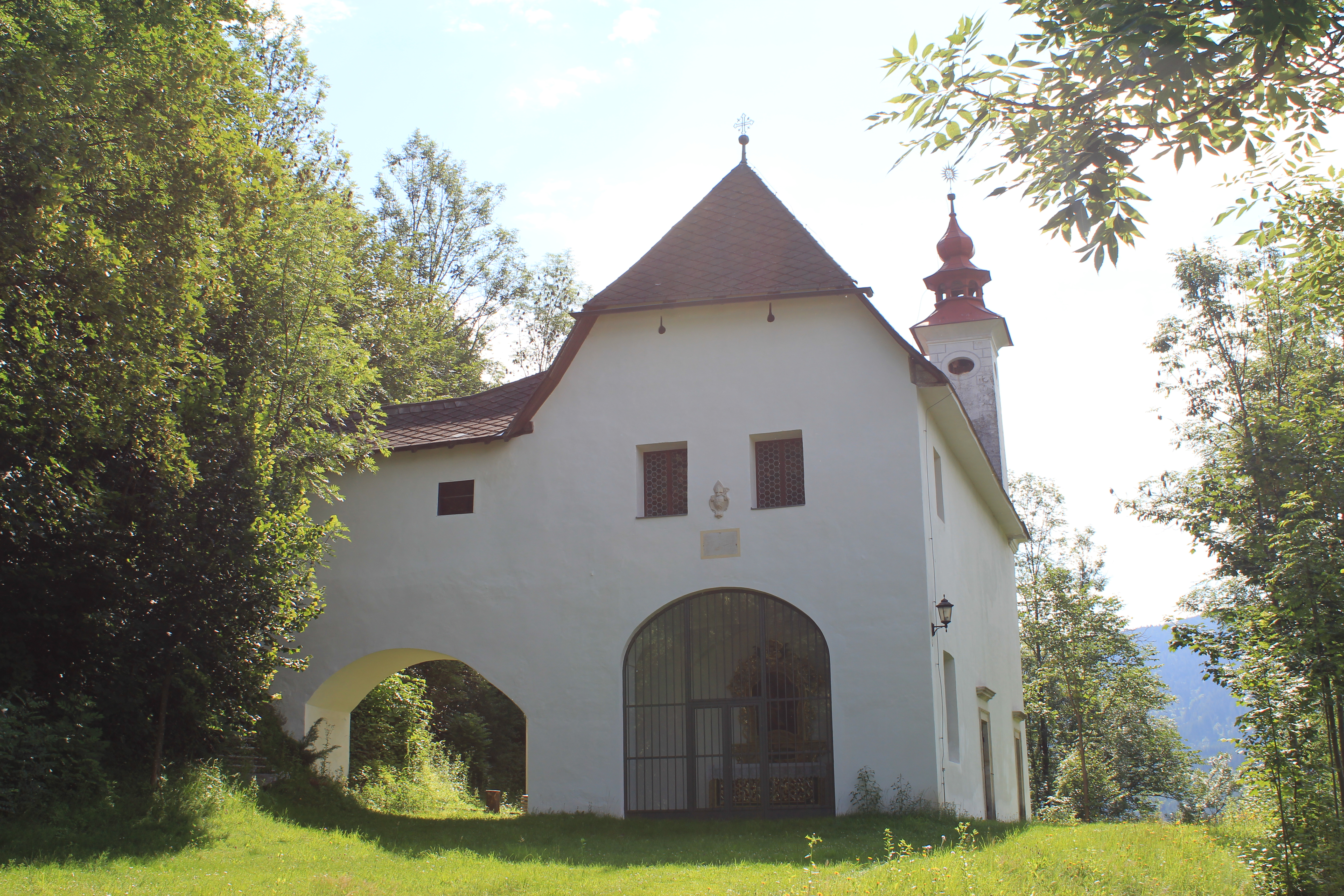

Die Maria-Loretto-Kapelle auf halbem Weg zwischen der Stadt und dem Schloss Straßburg ist eine Filiale der römisch-katholischen Stadtpfarre in Straßburg und dient heute als Aufbahrungshalle. Der Sakralbau wurde 1315 vom Dompropst Johann Georg von Truttendorf erbaut und 1650 unter Bischof Franz von Lodron zu einer Maria Lorettokapelle umgestaltet. Ursprünglich war die Kapelle als Begräbnisstätte des Bischofs vorgesehen.

## Beschreibung
Die Kapelle ist ein kleiner, längsrechteckiger und tonnengewölbter Saalbau mit geradem Schluss. Über dem Eingang sind eine Inschrift und das Wappen der Lodron angebracht. Die beiden kleinen Türme haben eine Zwiebelbekrönung. An der Nordseite schließt eine tonnengewölbte Sakristei an. Von der Nordseite führt ein überdachter Aufgang zur Westempore, die gleich breit wie der Kapellenraum ist.
Das Untergeschoß wurde 1741 zur Annenkapelle ausgestattet. Das Altarbild der Annenkapelle zeigt den Unterricht Mariens.
An der Wand ist die Wappengrabplatte des Kanonikus Söll († 1741) angebracht. Zur weiteren Ausstattung der Kapelle zählt eine Schwarze Madonna.